# Playa de Santa Pola del Este
La playa de Santa Pola del Este es una playa de arena del municipio de Santa Pola en la provincia de Alicante (España).
Esta playa limita al norte con la Cala del Aljub y al sur con la playa del Varadero y tiene una longitud de 1270 m, con una amplitud de 15 m.
Se sitúa en un entorno urbano, disponiendo de acceso por calle y carretera. Cuenta con paseo marítimo y parking delimitado. Es una playa balizada, con zona balizada para la salida de embarcaciones. Cuenta con el distintivo de Bandera Azul desde 2006.[cita requerida]